# Помона (фрегат, 1830)
Помо́на — парусный фрегат Российского Императорского флота, тип «Спешный». Относился к рангу 44-пушечных фрегатов, однако имел 54 орудия. Заложен 12 октября 1829 года в С.-Петербургском Главном адмиралтействе. Строитель К. А. Глазырин. Спущен на воду 24 июня 1830 года, вошел в состав Балтийского флота.

## Основные характеристики
- Водоизмещение = около 1950 тонн[1];
- Длина по верхней палубе = 48,6 м[1];
- Ширина по мидель-шпангоуту = 12,7 м[1];
- Осадка = 3,9 м[1];
- Арт. вооружение = 54 ор[1]. (24-фн — по штату[3]);
- Экипаж = 340/430 человек[1][2].

## Служба
- В 1831—1835, 1837 и 1838 в составе эскадр находился в практических плаваниях в Финском заливе и Балтийском море.
- В 1836 году занимал брандвахтенный пост на Кронштадтском рейде.
- Разобран в 1848 году[1][2].

## Командиры
- Н. Н. Потемкин (1830—1835);
- А. С. Стодольский (1836);
- А. А. Юнкер (1837—1838)[1][2].